# Alice, Duchess of Gloucester

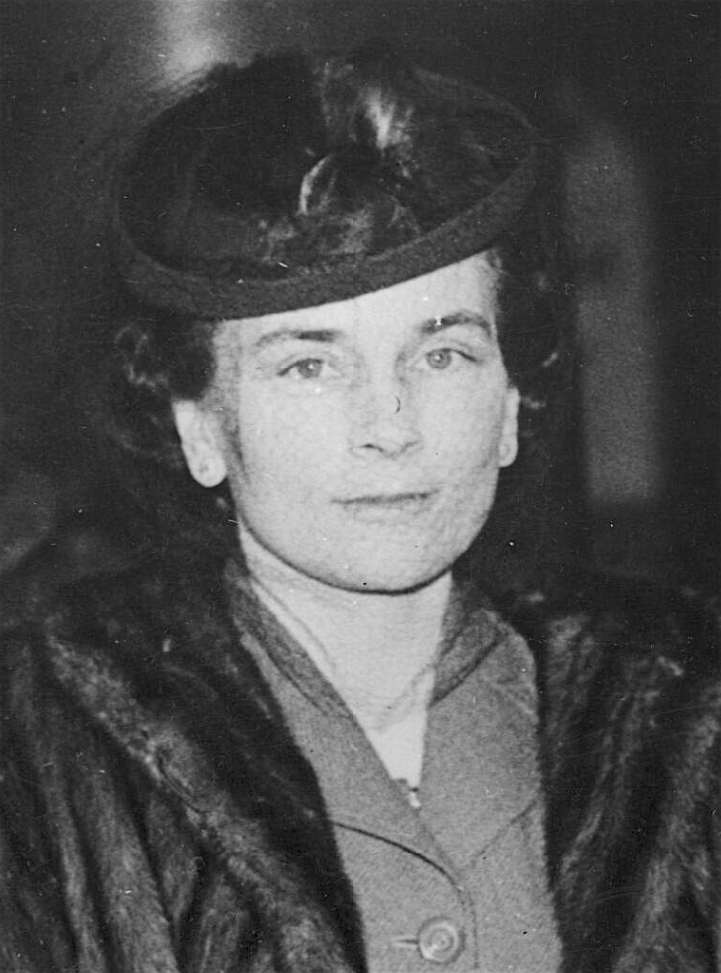
Alice, Duchess of Gloucester, 1945

HRH Princess Alice, Duchess of Gloucester (geborene Lady Alice Christabel Montagu-Douglas-Scott) GCB CI GCVO GBE (* 25. Dezember 1901 in London; † 29. Oktober 2004 ebenda), war verheiratet mit Henry, 1. Duke of Gloucester, dem Sohn von König Georg V. und Königin Mary. Sie war damit die Schwägerin der Könige Georg VI. und Edward VIII., des späteren Duke of Windsor, und die Mutter von Prinz Richard, 2. Duke of Gloucester, dem derzeitigen Inhaber des Titels, sowie die Tante von Königin Elisabeth II.

## Jugend
Lady Alice wurde als dritte Tochter von John Montagu-Douglas-Scott, 7. Duke of Buccleuch, 9. Duke of Queensberry, und seiner Frau, der früheren Lady Margaret Bridgeman, im Montagu House in London geboren. Sie stammt daher von James Scott, 1. Duke of Monmouth und Buccleuch ab, einem unehelichen Sohn von König Charles II. Lady Alice verbrachte den Großteil ihrer Kindheit auf den Landsitzen der Dukes of Buccleuch, Boughton House in Northamptonshire, Drumlanrig Castle in Dumfries and Galloway und Bowhill House in den Scottish Borders. Sie besuchte die St. James's Boarding School in West Malvern, Worcestershire, und reiste später nach Frankreich und Kenia.

## Ehe

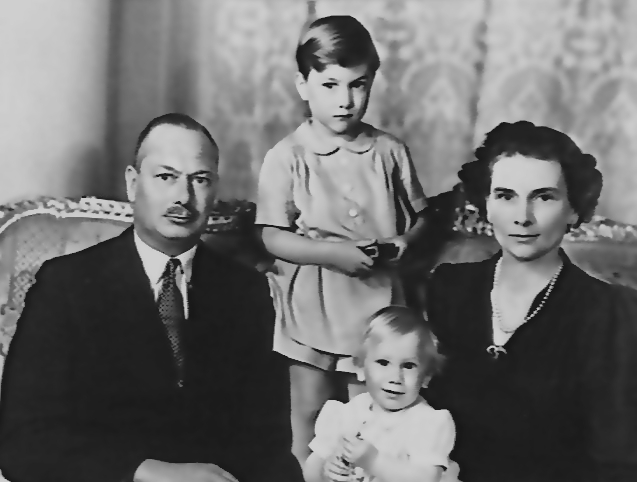
Der Duke und die Duchess of Gloucester mit ihren Söhnen William und Richard, 1945

Im August 1935 wurde die Verlobung von Lady Alice mit Prinz Henry, 1. Duke of Gloucester, dem dritten Sohn von König Georg V., bekannt gegeben. Die Hochzeit fand in privatem Rahmen in der Kapelle des Buckingham Palace am 6. November desselben Jahres statt.
Das Paar bezog daraufhin York House im St. James’s Palace in London und erwarb 1938 Barnwell Manor in Northamptonshire. Sie hatten zwei Söhne, Prinz William von Gloucester (1941–1972) und Prinz Richard (* 1944).
Der Duke und die Duchess of Gloucester unternahmen zahlreiche Reisen, um ihren königlichen Pflichten nachzukommen. Während des Zweiten Weltkriegs arbeitete die Duchess für das Internationale Rote Kreuz, 1940 wurde sie Vorsitzende der Women’s Auxiliary Air Force (WAAF). Von 1945 bis 1947 lebten der Duke und die Duchess in Canberra, wo der Duke Generalgouverneur von Australien war.

## Titeländerung

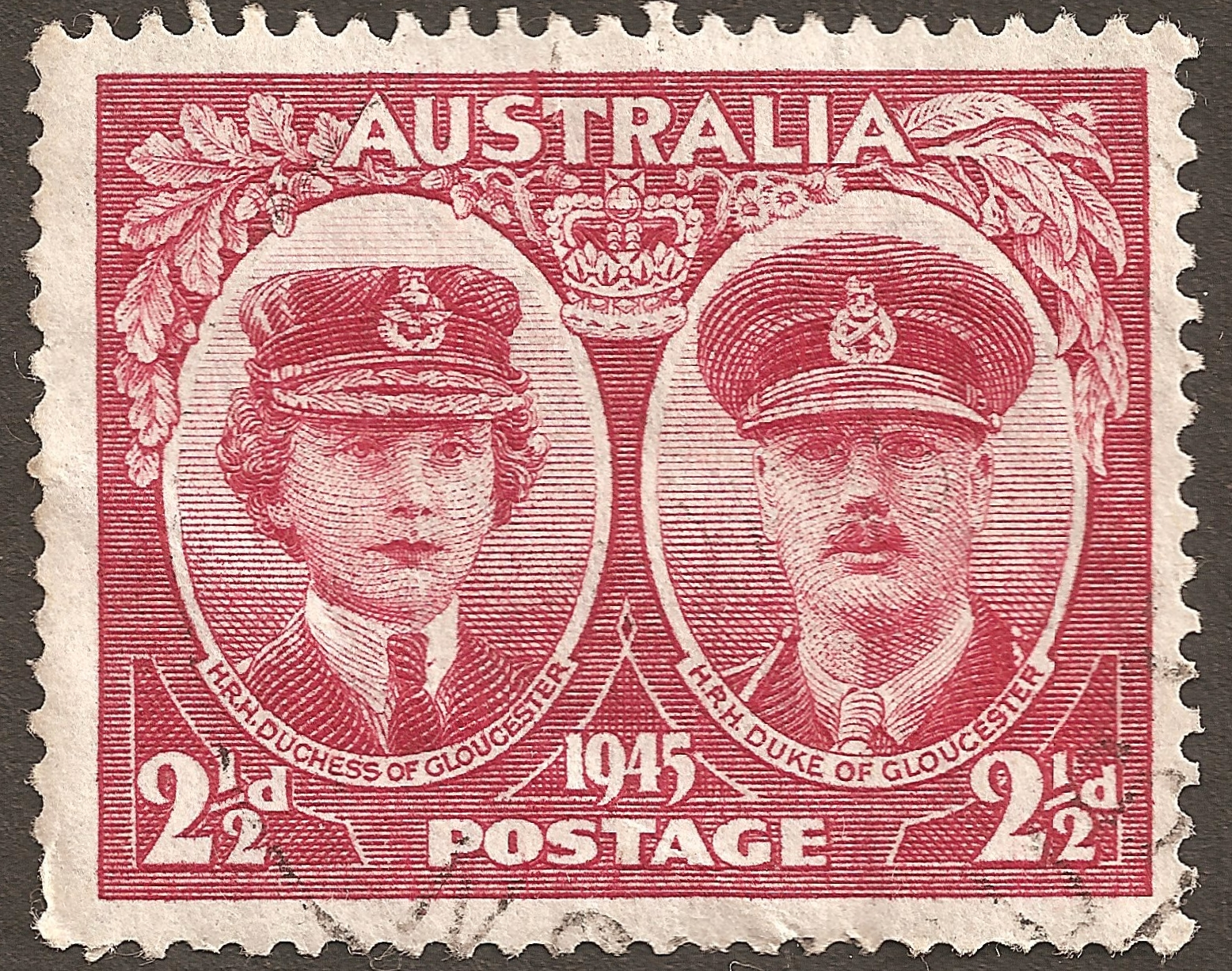
Australische Briefmarke, 1945

Am 10. Juni 1974 starb Prinz Henry. Der zweite Sohn der beiden, Prinz Richard, wurde Duke of Gloucester. Der ältere Sohn des Paares war bei einem Flugzeugunglück 1972 gestorben. Die Witwe des Dukes bat ihre Nichte, die Königin, um Erlaubnis, den Titel „Ihre Königliche Hoheit Prinzessin Alice, Duchess of Gloucester“ anzunehmen, und nicht „Ihre Königliche Hoheit, die Dowager Duchess of Gloucester“. Die Königin erlaubte ihr dies zum Teil, um Verwechslungen mit Birgitte, der Schwiegertochter von Alice und neuen Duchess of Gloucester, zu vermeiden. Prinzessin Alice wollte dem Beispiel ihrer Schwägerin, Prinzessin Marina, Duchess of Kent, folgen. Prinzessin Marina war eine Prinzessin von Geburt an (und zwar von Griechenland und Dänemark). Nach britischem Recht war Alice jedoch als Ehefrau eines Prinzen nur Prinzessin Henry und nicht Prinzessin Alice, sie wurde nie offiziell zu einer Prinzessin von Großbritannien und Nordirland suo jure ernannt. Die Königin erlaubte ihrer Tante die Benutzung des Titels also aus reiner Höflichkeit.

## Spätere Jahre

Wappen der Duchess of Gloucester

1981 veröffentlichte Prinzessin Alice ihre Memoiren unter dem Titel The Memoirs of Princess Alice, Duchess of Gloucester. 1991 veröffentlichte sie eine überarbeitete Ausgabe unter dem Titel Memoirs of Ninety Years.
1994 mussten die Gloucesters Barnwell Manor aus finanziellen Gründen aufgeben. Prinzessin Alice zog mit ihrem Sohn und ihrer Schwiegertochter in den Kensington Palace. 1999 gab der Duke of Gloucester eine Presseerklärung heraus, in der er bekannt gab, dass Prinzessin Alice keine öffentlichen Auftritte außerhalb des Kensington Palace mehr absolvieren werde. Im Dezember 2001 veranstaltete die Königliche Familie eine Feier aus Anlass des 100. Geburtstags von Prinzessin Alice. Es handelte sich dabei um den letzten öffentlichen Auftritt von Prinzessin Alice und darüber hinaus auch von Prinzessin Margaret, der Schwester der Königin.

Prinzessin Alice starb am 29. Oktober 2004 im Kensington Palace, im Alter von 102 Jahren. Kein anderes Mitglied irgendeiner königlichen Familie wurde älter. Die Trauerfeier fand am 5. November 2004 in der St. George’s Chapel in Windsor Castle statt. Beigesetzt wurde sie neben ihrem Mann auf dem königlichen Friedhof von Frogmore House.

## Ehrungen
- Königlicher Familienorden Georgs V. (1935)
- Order of St. John, Dame Grand Cross (1936)
- Königlicher Familienorden Georgs VI. (1937)
- Order of the British Empire, Dame Grand Cross (1937)
- Order of the Crown of India (1937)[4]
- Orden der Krone von Rumänien, Großkreuz (1938)
- Royal Victorian Order, Dame Grand Cross (1948)
- Nishan al-Kamal, 1. Klasse, Ägypten (1950)
- Königlicher Familienorden Elizabeth’ II. (1952)
- Orden der Königin von Saba, Großkreuz, Äthiopien (1958)
- Order of the Bath, Dame Grand Cross (1975)

## Schriften
- Memories of Ninety Years. Collins & Brown, 1992, ISBN 978-1-85585-048-4.